# Sauli Niinistö
Sauli Väinämö Niinistö (pronunțat ˈsɑu̯li 'væi̯næmœ 'niːnistœ, n. 24 august 1948, Salo, Turku and Pori Province⁠(d), Finlanda) este un om politic finlandez din Partidul Coaliția Națională. El este președintele Finlandei, preluând funcția la data de 1 martie 2012, când a devenit primul președinte al țării promovat de partidul său de la Juho Kusti Paasikivi, al cărui mandat s-a încheiat în 1956.
Educat ca avocat, Niinistö a fost ministru de finanțe între 1996 și 2003 și candidat al Partidului Coaliția Națională la alegerile prezidențiale din 2006. A fost președinte al parlamentului Finlandei între 2007 și 2011 și președinte de onoare al Partidului Popular European (PPE) din 2002. El este și președinte al Asociației de Fotbal din Finlanda.
Niinistö a fost candidat din partea Partidului Coaliția Națională la alegerile prezidențiale din 2012. Obținând 37% din voturi (și locul 1) în primul tur, a intrat în al doilea tur de scrutin împreună cu Pekka Haavisto de la Liga Verzilor. În acest al doilea tur, a obținut 62,6% din voturi.

## Legături externe
- Materiale media legate de Sauli Niinistö la Wikimedia Commons

| Funcții politice                | Funcții politice                          | Funcții politice           |
| ------------------------------- | ----------------------------------------- | -------------------------- |
| Predecesor: Pertti Salolainen   | Vice-prim ministru al Finlandei 1995–2001 | Succesor: Ville Itälä      |
| Predecesor: Anneli Jäätteenmäki | Ministrul justiției 1995–1996             | Succesor: Kari Häkämies    |
| Predecesor: Iiro Viinanen       | Ministrul de financțe 1996–2003           | Succesor: Antti Kalliomäki |
| Predecesor: Timo Kalli          | Lider al Parlamentului 2007–2011          | Succesor: Ben Zyskowicz    |
| Predecesor: Tarja Halonen       | Președintele Finlandei 2012–present       | În funcție                 |